# Myricaria
Myricaria és un gènere de plantes amb flors dins la família tamaricàcia. Conté 13 espècies. La distribució de les espècies és a les regions temperades del nord d'Europa i d'Àsia, 10 de les espècies es troben a la Xina. A Europa només es presenta l'espècie Myricaria germanica. la qual també es troba a Catalunya a la vora dels rius

## Descripció
Són arbusts caducifolis, rarament subarbusts. Tenen esquames, alternant amb les fulles. Les seves flors es troben dins una o dues inflorescències terminals racemosas. El fruit és una càpsula amb moltes llavors.

## Taxonomia
El gènere va ser descrit per Nicaise Augustin Desvaux i publicat a Annales des Sciences Naturelles (Paris) 4: 349. 1825. L'espècie tipus és: Myricaria germanica (L.) Desv.
- Myricaria albiflora Grierson & D.G. Long
- Myricaria bracteata Royle
- Myricaria elegans Royle
- Myricaria germanica (L.) Desv.
- Myricaria laxiflora (Franch.) P. Y. Zhang & Y. J. Zhang
- Myricaria laxa W.W. Sm.
- Myricaria paniculata P. Y. Zhang & Y. J. Zhang
- Myricaria platyphylla Maxim.
- Myricaria prostrata Hook. f. & Thomson
- Myricaria pulcherrima Batalin
- Myricaria rosea W. W. Sm.
- Myricaria squamosa Desv.
- Myricaria wardii C. Marquand